# Kléber Gladiador
Kléber Giacomazzi de Souza Freitas (Osasco, 12 de agosto de 1983), mais conhecido como Kléber Gladiador ou simplesmente Kléber, é um ex-futebolista brasileiro que atuava como atacante.

## Carreira

### Início
Kléber nasceu na cidade de Osasco, em São Paulo. Filho de Marlene Giacomazzi de Freitas e José Bonifácio de Souza, sempre se simpatizou com o futebol, tendo o sonho de se tornar um jogador profissional. Aos 6 anos já mostrava uma seriedade com o assunto, sendo levado para jogar na escolinha de futebol do bairro onde morava, o Seno. Suas características não eram diferentes: era um garoto com fome de gol e muito habilidoso, chamando a atenção de seu professor Ari, o homem que descobriu Kléber. Em uma entrevista ao Palmeiras, Kléber se disse feliz de ter conhecido Ari, falecido no começo da década.
| “        | Uma das grandes alegrias é que, antes de falecer, o Ari ainda me viu jogando pelo São Paulo. | ” |
| — Kléber |                                                                                              |   |

### São Paulo

#### Categorias de base
No ano de 1994, aos 11 anos de idade, Kléber, ainda no Seno, foi convocado pelo treinador para fazer um jogo contra a categoria infantil do São Paulo. O treinador do tricolor paulista era Paulo Nani, que acabou se impressionando com a capacidade de Kléber. Ao fim do jogo, foi convidado para uma sessão de testes no Morumbi e seu sonho de ser jogador profissional se desenhava. Destacou-se nas categorias de base da equipe, fazendo uma participação na conquista da Copa São Paulo de Futebol Junior de 2000, vencida após uma vitória de 2 a 1 sobre o Juventus. Além de Kléber, nesse time também havia outros futuros craques do futebol, como Kaká, Júlio Baptista e Fábio Simplício.

#### Profissional
Se profissionalizou no ano de 2003, quando subiu das categorias de base aos 20 anos de idade e se destacou no Campeonato Brasileiro de 2003, no qual o São Paulo terminou em terceiro lugar, além de se tornar o artilheiro da equipe na Copa Sul-Americana de 2003 com cinco gols marcados. A boa fase do Gladiador já chamava a atenção de outras equipes, a maioria delas, do exterior. Ainda nesse ano, em dezembro, conquistou o Campeonato Mundial Sub-20 de 2003 com a Seleção Brasileira ao lado de Nilmar e Dagoberto. No final do ano, acertou sua ida para o Dínamo de Kiev.

### Dínamo de Kiev
A proposta apresentada pelos ucranianos foi de 2,2 milhões de dólares (6 milhões de reais) ao São Paulo, sendo aceita; assim, o atacante foi apresentado no dia 14 de janeiro de 2004. Por lá, ganhou experiência e passou a ter raça nos jogos decisivos. Além também da força, coragem e determinação, que o rendeu o apelido de Gladiador. No país gelado, conquistou títulos e a torcida do Dínamo. Seus principais títulos no país foram o campeonato nacional, conquistado nos anos de 2004 e 2007, e o tri campeonato da Copa da Ucrânia em 2005, 2006 e 2007. Também foi fundamental em algumas partidas da Liga dos Campeões da UEFA, aparecendo em jogos contra o Bayer Leverkusen, Real Madrid e Roma.
Em 2008, se mostrou disponível de voltar ao Brasil e logo de primeira, acertou-se rapidamente com o Palmeiras por empréstimo até o fim da temporada. Encerrou seu ciclo no Dínamo como um dos grandes jogadores da equipe na década, marcando 28 gols em 77 partidas oficiais com a equipe.

### Empréstimo ao Palmeiras
Em 2008, Kléber voltou ao Brasil para atuar no Palmeiras por empréstimo de um ano. Em pouco tempo, Kléber se tornou titular e conquistou o apoio da torcida, principalmente pelo modo guerreiro de jogar, marcando gols importantes contra Ponte Preta na grande final e obtendo destaque no Campeonato Paulista de 2008, competição a qual sua equipe saiu campeã. No final do torneio, foi eleito um dos melhores jogadores ao lado de seus companheiros Alex Mineiro, Diego Souza e Jorge Valdivia.
Por causa de uma cotovelada caracterizada como "ato hostil" pelo TJD paulista no zagueiro são-paulino André Dias durante a goleada por 4 a 1 contra o ex-time no Paulista de 2008, Kléber foi condenado a uma suspensão de três partidas. Apesar disso, pôde disputar a fase final do campeonato, tendo inclusive marcado um gol na primeira partida da final do campeonato. Assinou um contrato com a empresa de material esportivo Penalty, que o patrocinou até o início de 2010. No início do campeonato brasileiro, ficou conhecido por seu comportamento agressivo, principalmente por obter nove cartões amarelos e três vermelhos ainda no primeiro turno do Campeonato Brasileiro. Terminou a competição com oito gols marcados em 30 partidas. Encerrou o ano com 12 gols em 47 partidas. Ao fim de 2008, quando seu empréstimo se encerrava, acertou-se com o Cruzeiro em uma troca que envolveu Guilherme indo ao Dínamo e cedendo assim o atacante ao clube mineiro.

### Cruzeiro
No dia 1 de fevereiro de 2009, Kléber foi anunciado como reforço do Cruzeiro em uma negociação com o Dínamo de Kiev, da Ucrânia, onde os direitos federativos do atacante foram repassados ao time mineiro em troca do jogador Guilherme, além dos 5 milhões de euros (aproximadamente 14 milhões de reais) relacionados na negociação. Ele marcou dois gols e foi expulso na sua estreia pela Raposa, permanecendo apenas 14 minutos em campo. Foi o vice artilheiro do Campeonato Mineiro, competição na qual sua equipe sagrou-se campeã ao superar o arquirrival Atlético Mineiro na final. Kléber terminou a competição com 13 gols marcados e foi eleito um dos melhores jogadores daquele estadual.
Já pela Copa Libertadores da América, o atacante foi um dos principais destaques da equipe que chegou até a final. No caminho, o Cruzeiro passou por equipes de peso do continente. Foi vice artilheiro do Cruzeiro na Copa Libertadores.
Em setembro, criou uma enorme polêmica ao participar de um evento da torcida organizada do Palmeiras, Mancha Alviverde, dias antes de enfrentar tal equipe pelo Brasileirão. O jogador foi muito criticado e se desculpou pelo acontecido.
Depois de passar por uma cirurgia no púbis, ainda em setembro, Kléber foi vetado durante sua recuperação, que durou quase todo o fim da temporada. Porém, no último jogo do Brasileirão, contra o Santos, o atacante foi liberado e, entrando no segundo tempo da partida, marcou o gol que garantiu a vaga do clube celeste e que tirou o Palmeiras da Copa Libertadores de 2010.
Em abril de 2010, foi eleito pela CONMEBOL o melhor jogador da 9ª semana da Libertadores.

### Retorno ao Palmeiras

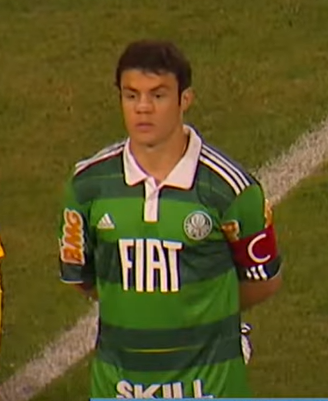
Kléber com o Palmeiras em 2011

No dia 2 de junho de 2010, o presidente do Cruzeiro, Zezé Perrella, anunciou que Kléber não era mais jogador do Cruzeiro. Segundo ele, o Palmeiras pagaria 3 milhões de euros por 50% dos direitos econômicos do jogador, que tinha mais quatro anos de contrato. De acordo com Perrella, o jogador manifestou o desejo de voltar à cidade de São Paulo, onde vive a sua família e as duas filhas. No dia 9 de junho, Kléber foi apresentado oficialmente como jogador do Palmeiras. Em cerimônia realizada no Estádio Palestra Itália, o jogador foi recebido por cerca 5 mil torcedores palmeirenses, que doaram um quilo de alimento não perecível para reencontrarem o atacante.
Em julho de 2011, Kléber foi pivô de uma polêmica entre Palmeiras e Flamengo, clube que ofereceu uma proposta salarial melhor do que os ganhos do atacante, que tinha contrato com o clube alviverde até 2015. Depois de chegar até a abandonar a concentração do Palmeiras na véspera de um clássico, alegando uma contusão não confirmada pelo departamento médico, Kléber acabou ficando no clube alviverde depois de uma desistência por parte do clube carioca. Em outubro do mesmo ano, foi afastado do elenco do Palmeiras por Luiz Felipe Scolari, depois de um desentendimento com o técnico da equipe.

### Grêmio

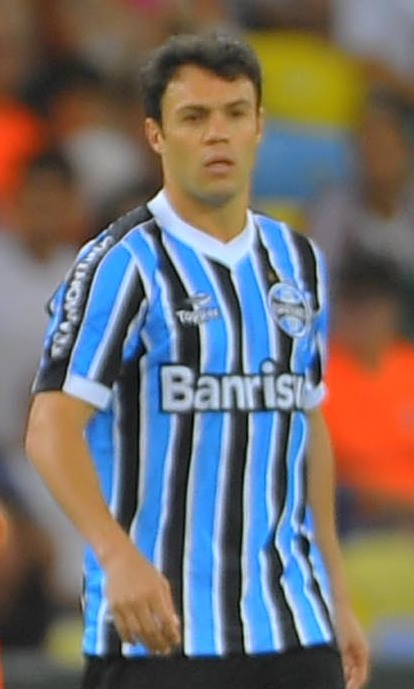
Kléber atuando pelo Grêmio em 2013

Em novembro de 2011, em entrevista à imprensa, o executivo de futebol do Grêmio, Paulo Pelaipe, anunciou que Kléber assinou contrato com a equipe gaúcha. Segundo Pelaipe, a documentação do atacante estava nas mãos do Grêmio, mas departamento o jogador tem vínculo com o Palmeiras até o dia 31 de dezembro de 2011 e é necessária uma autorização do clube paulista para a apresentação do atleta em Porto Alegre. Sua apresentação ao tricolor gaúcho foi motivo de comemoração ao torcedor do Grêmio, que levou 200 torcedores ao bairro Humaitá, onde estava sendo construída a Arena do Grêmio, para sua apresentação oficial. Em entrevista, Kléber ganhou camisas do presidente Paulo Odone e revelou estar emocionado, querendo estrear o mais rápido possível. No dia 13 de janeiro, em um amistoso contra o São Paulo, clube amador da cidade de Bento Gonçalves, Kléber marcou dois dos quatro na vitória por 4 a 1, sendo muito aplaudido ao fim do jogo. Já no segundo amistoso da pré-temporada, Kléber marcou mais um, no 2 a 1 sobre o Flamengo de São Valentim. Em meados de 2012 sofreu uma grave lesão, ficando alguns meses sem jogar. Teve sua volta num jogo em novembro válido pela Copa Sul-Americana, contra o Millonarios, mas voltou a se machucar e ficou quatro meses parado. Enfim Kléber voltou a jogar em março de 2013, no jogo valido pelo Campeonato Gaúcho contra o Lajeadense. No Brasileirão sob o comando do técnico Renato Gaúcho, Kléber foi titular em boa parte da competição formando o ataque com Hernán Barcos e por vezes formando trio ofensivo com Barcos e Eduardo Vargas. Kléber teve algumas boas atuações durante o primeiro turno do campeonato nacional, mas caiu muito de produção  e foi para o banco de reservas na segunda parte do nacional, chegando a fechar o returno inteiro sem marcar sequer um gol, sendo seu último gol na vitória sobre a Portuguesa por 3 a 2 em Porto Alegre. Kléber também participou da eliminação gremista na Copa do Brasil para o Atlético-PR que acabou decepcionando a torcida tricolor.
O Gladiador teve fracas atuações no início de 2014, sem marcar gols, e acabou se lesionando em fevereiro, sofrendo uma lesão nos ligamentos do joelho. Ainda assim, seu nome era constantemente citado em possíveis negociações, e clubes como Vasco, Corinthians, Botafogo e Coritiba teriam demonstrado interesse no atacante. Embora a direção gremista negasse, o principal empecilho nas negociações seriam o alto salário do atleta.

### Vasco da Gama
Sem muitas chances no time do Grêmio, Kléber foi envolvido em uma troca entre o Vasco da Gama e o time gaúcho pelo jogador Fellipe Bastos, no dia 12 de junho de 2014. Com isso, Kléber defendeu o Vasco por empréstimo até o fim de 2014.
Seu jogo de estreia foi no dia 15 de julho de 2014, contra o Santa Cruz. Jogando como titular, marcou nesse jogo na Arena Pantanal. Foi seu primeiro gol pela equipe cruzmaltina, este feito sendo de pênalti.

### Coritiba
Assinou com o Coritiba em junho de 2015, mas acabou se contundindo enquanto preparava-se fisicamente para estrear. Devido à contusão, Kléber abriu mão de seus vencimentos enquanto não se recuperasse e estivesse apto a estrear. O atacante marcou apenas um gol no Campeonato Brasileiro.
Com contrato renovado, em 2016 pôde fazer toda a pré-temporada e totalizou 23 gols durante a temporada, sua segunda melhor em termos de gols marcados, ficando atrás apenas de Robinho e Grafite nesse quesito.
Em 2017 continuou atuando pelo Coritiba, e no primeiro semestre foi o artilheiro isolado do Campeonato Paranaense, com 11 gols. Ao todo, o atacante marcou 40 gols na passagem pelo Coxa.

### Austin Bold
No dia 3 de agosto de 2018, Kléber foi apresentado como principal jogador do Austin Bold, então novo time de Austin, capital do Texas.

## Polêmicas

### Briga com a diretoria do Palmeiras e com Felipão
As polêmicas entre o jogador e a diretoria palmeirense começaram em julho de 2011, quando recebeu uma proposta do Flamengo, que antes desejava fechar com Vágner Love, mas se decidiu pelo paulista. Ciente de tal sondagem, o então treinador alviverde, Felipão, ironizou o interesse rubro-negro ao proferir as seguintes palavras: "Que vendam a Gávea!", esboçando que, pela importância do atacante ao elenco, ele seria inegociável. A partir daí, no entanto, a relação do atleta, ironicamente, se azedou com a diretoria e, por outras razões, mais tarde, com o próprio comandante. Ao externar sua vontade de se transferir ao futebol carioca, Kléber acabou sendo criticado pelo então vice-presidente do Palmeiras, Roberto Frizzo, que fez tal afirmação: "No sábado, Kleber sentou na minha frente e disse 'eu quero sair'. Eu disse a ele que não queria que ele saísse, e ele respondeu: 'Ah, mas tem fulano que ganha mais'. Tentei argumentar, dizendo que essa situação não fui eu que criei, foi a diretoria anterior, mas o Palmeiras honra seus compromissos. Isso não quer dizer que a gente não te reconheça". Kléber, por sua vez, revoltado com Frizzo, chegou a chamar o cartola de "mau caráter". À época, a negociação acabou não concretizada.
Meses depois, em outubro, Kléber seria afastado de um jogo diante do mesmo Flamengo, no Rio de Janeiro, por Felipão, que teria, inclusive, dado um ultimato à diretoria: "Ou Kléber ou eu." O clima entre ambos esquentou depois da agressão do volante João Vitor por uma torcida uniformizada. Após o incidente, que expôs uma omissão da diretoria para com o atleta agredido, o atacante bateu de frente com o técnico, que insinuara que os jogadores, ao não enfrentarem os torcedores, eram covardes.
Em novembro, antes de deixar o Palmeiras rumo ao Grêmio, Kléber faria confissões sobre o comandante anterior da Seleção Brasileira. O atacante afirmou, à altura, que "80% do grupo não gostava" dele e "90% dos funcionários do [clube] não se davam bem" com o técnico. Segundo Kléber, Scolari teria, inclusive, humilhado um companheiro: "Uma vez ele disse pra gente: ‘não tenho culpa se peço o Sheik e me trazem o Ricardo Bueno’. Disse isso na frente do jogador. Cara louco de dizer isso, desmoraliza."

### Falta de fair play
Em julho de 2011, durante uma partida entre Palmeiras e Flamengo, após a bola sair de campo para o pronto atendimento médico de um jogador adversário, Kléber não respeitou a regra do fair play e colocou a bola em jogo rapidamente. Ao final do embate, o atacante palmeirense acusou o fair play de ser uma "hipocrisia".

### Confusão em boate
Em janeiro de 2016, enquanto atuava pelo Coritiba, Kléber envolveu-se numa confusão na saída de uma boate, em Foz do Iguaçu. O problema teria se iniciado quando os seguranças tentaram expulsar alguns dos atletas por mau comportamento. A confusão continuou do lado de fora da casa, quando os atletas teriam agredido um policial a paisana. Um dos seguranças agredidos chegou a abrir um boletim de ocorrência contra o jogador.

### Processo contra Souza e Renan
Em janeiro de 2022, os ex-jogadores Souza e Renan Teixeira, que foram seus companheiros no São Paulo, afirmaram em um podcast que Kléber era “bandido”. Segundo Souza: "O Kléber era bandido de onde ele morava". Renan declarou: "O Kléber era bandido. Bandido. Inclusive fora de campo. Como eu joguei na base do São Paulo com o Kléber também, eu cheguei a ir lá em Osasco na quebrada dele lá. Era um bairro simples, ele era da correria, na base ele ficava duas semanas sem treinar, e o Kléber sempre se destacou muito, sempre foi muito bom. Aí os caras: 'hum, algum banco, algum mercado, eles roubaram'. Depois que ele subiu pro profissional, ele mudou muito".
Kléber processou os ex-companheiros em razão das falas. Em fevereiro de 2024, em primeira instância, teve o pedido de indenização no valor de R$ 30.000,00 (trinta mil reais) rejeitado pela Justiça de São Paulo. Em sua decisão, a Justiça ressaltou que o próprio ex-jogador relatava a mesma situação a respeito de sua conduta, em tom de brincadeira, em outros programas de entrevistas. Em julho do mesmo ano, em segunda instância, o Tribunal de Justiça do Estado de São Paulo deu ganho de causa para Kléber. Além da indenização em 30 mil reais, foi determinada retratação e retirada do conteúdo. A relatora do caso, a desembargadora Angela Moreno Pacheco de Rezende Lopes, declarou: "As falas proferidas pelos corréus continham conteúdo patentemente injurioso e fundado em boatos desprovidos de comprovação, de modo que incumbia à emissora de comunicação obstar a divulgação do referido trecho".

### Não pagamento de pensão alimentícia
No dia 1 de junho de 2023, a Justiça de São Paulo abriu um mandato de prisão contra Kléber por conta da falta de pagamento de pensão alimentícia. Segundo um dos documentos dos autos, era possível que a dívida chegasse a mais de 116 mil reais.

### Agressões em posto de gasolina
Em 3 setembro de 2023, Kléber foi flagrado agredindo funcionários dentro de uma loja de conveniência na Avenida Brigadeiro Faria Lima em Pinheiros, Zona Oeste de São Paulo. Pouco tempo após a polêmica, o ex-jogador foi dispensado da CNN, onde trabalhava como comentarista.
Em uma rede social, Kléber citou uma frase do escritor Olavo de Carvalho: "Ser odiado por uma multidão de idiotas é o preço que se paga por ser homem".

## Títulos
Dínamo de Kiev
- Campeonato Ucraniano: 2003–04 e 2006–07
- Copa da Ucrânia: 2005, 2006 e 2007

Palmeiras
- Campeonato Paulista: 2008
- Troféu Gustavo Lacerda Beltrame: 2010

Cruzeiro
- Campeonato Mineiro: 2009

Coritiba
- Campeonato Paranaense: 2017
- Taça Dionísio Filho: 2018

Seleção Brasileira
- Mundial Sub-20: 2003

### Prêmios individuais
- Troféu Telê Santana - Melhor Atacante do Ano: 2009[41]

### Artilharias
- Copa do Brasil: 2011 (5 gols)
- Campeonato Paranaense: 2016 (13 gols) e 2017 (11 gols)